# Rhorus palustris
Rhorus palustris är en stekelart som först beskrevs av Holmgren 1857.  Rhorus palustris ingår i släktet Rhorus och familjen brokparasitsteklar. Arten är reproducerande i Sverige. Utöver nominatformen finns också underarten R. p. nigriventris.